# Rørspurv
Rørspurven (latin: Emberiza schoeniclus) er en spurvefugl i familien af værlinger. Den bliver 15 cm lang. Reden bygges oftest på jorden. Rørspurven er en almindelig ynglefugl og trækgæst i hele Danmark. Fuglen ses oftest i sumpede områder. 